# Elsa Svensson
Elsa Svensson (senare Sanfridsson), född 10 oktober 1906 i Sunnersbergs församling, Skaraborgs län, död 11 juli 1992 i Lidköping Skaraborgs län, var en svensk friidrottare (kastsporter). Hon tävlade för Lidköpings IS och IK Göta. Hon utsågs år 1948 retroaktivt till Stor grabb/tjej nummer 136.
Vid de andra Kvinnliga Internationella Idrottsspelen 1926 i Göteborg kom hon på tredje plats i diskus och på andra plats i kulstötning. Vid dam-VM år 1930 kom hon på fjärde plats i både kula och diskus.